# جان مالو
جان مالو (انگلیسی: John Mollo؛ زادهٔ ۱۸ مارس ۱۹۳۱ - درگذشته ۲۵ اکتبر ۲۰۱۷) یک طراح صحنه و لباس و پدیدآور کتاب اهل بریتانیا بود.

## بخشی از فیلمشناسی
- جنگ ستارگان (فیلم) (۱۹۷۷)
- بیگانه (فیلم ۱۹۷۹) (۱۹۷۹)
- امپراتوری ضربه می‌زند (۱۹۸۰)
- گاندی (فیلم) (۱۹۸۲)
- گری‌ستوک: افسانه تارزان، ارباب گوریل‌ها (۱۹۸۴)
- پادشاه داوود (فیلم) (۱۹۸۵)
- انقلاب (فیلم ۱۹۸۵) (۱۹۸۵)
- آزادی را فریاد کن (۱۹۸۷)
- شکارچی سفید، قلب سیاه (۱۹۹۰)
- هواپیمایی آمریکا (فیلم) (۱۹۹۰)
- چاپلین (فیلم) (۱۹۹۲)
- سه تفنگدار (فیلم ۱۹۹۳) (۱۹۹۳)
- کتاب جنگل (فیلم ۱۹۹۴) (۱۹۹۴)
- افق رویداد (فیلم) (۱۹۹۷)

## جوایز و نامزدی‌ها
- دو جایزه اسکار[۲]
  - ۱۹۷۸: جنگ ستارگان
  - ۱۹۸۳: گاندی (فیلم) (مشترکاً همراه بانو آثائیا)
- نامزد سه جایزه جایزه ساترن، برد یک جایزه[۳]
  - ۱۹۷۸: جنگ ستارگان (فیلم)
- نامزدی پنج جوایز فیلم بفتا [۴]
- نامزدی سه جایزه امی [۵]